# El Porvenir, Tenochtitlán
El Porvenir är en ort i Mexiko.   Den ligger i kommunen Tenochtitlán och delstaten Veracruz, i den sydöstra delen av landet, 230 km öster om huvudstaden Mexico City. El Porvenir ligger 793 meter över havet och antalet invånare är 286.
Terrängen runt El Porvenir är bergig söderut, men norrut är den kuperad. Runt El Porvenir är det ganska tätbefolkat, med 111 invånare per kvadratkilometer. Närmaste större samhälle är Misantla, 13,8 km nordost om El Porvenir. I omgivningarna runt El Porvenir växer i huvudsak städsegrön lövskog.